# X-Men: Reign of Apocalypse
X-Men: Reign of Apocalypse est un jeu vidéo de type beat them all pour la console Game Boy Advance qui met en vedette les personnages du comics des X-Men. Le jeu a été développé par Digital Eclipse et a été édité par Activision en 2001.

## Accueil
- Jeuxvideo.com : 11/20[1]